# 峨边碘泡虫
峨边碘泡虫（学名：Myxobolus opienensis）为碘泡科碘泡虫属的动物。在中国，分布于四川等，营寄生生活，寄生在川西黑鳍鳈的鳃。